# Wolfgang Pohl (Künstler)

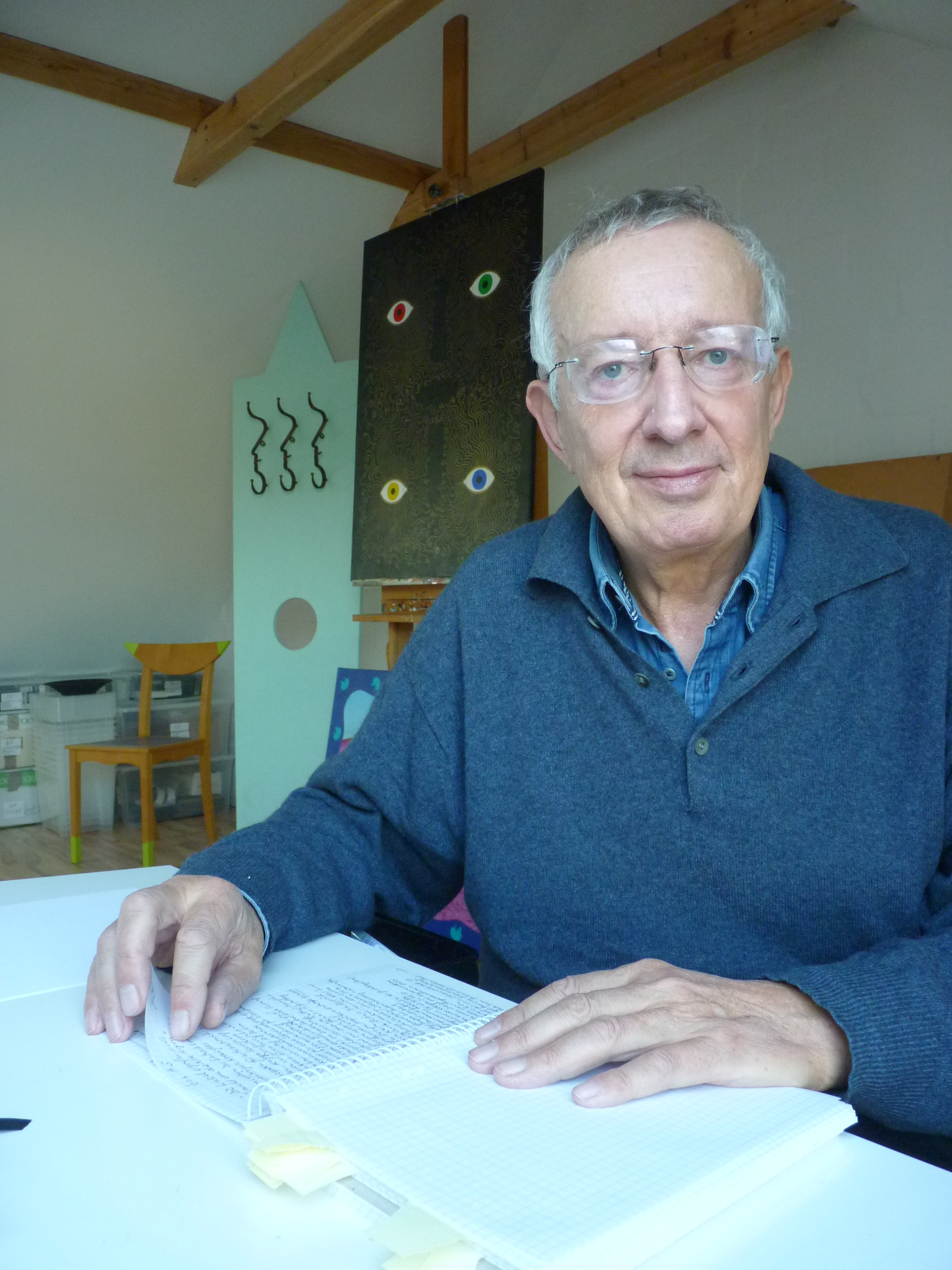
Wolfgang Pohl

Wolfgang Pohl (* 1943 in Leverkusen) ist ein deutscher Designer, Künstler und ehemaliger Hochschullehrer.

## Leben
Wolfgang Pohl ist der Sohn des Maschinenbauingenieurs Hubert Pohl und Käthe Pohl. Ab dem 12. Lebensjahr erhielt er Malunterricht bei Margit Schweicher, der Frau des Museumsdirektors von Schloss Morsbroich, Curt Schweicher. Später lud ihn der Maler Bernhard Wilhelm Kirchgasser in sein Atelier auf Schloss Morsbroich ein. Er nahm außerdem Malunterricht bei Björn Boström.
Pohl absolvierte zunächst  eine Lehre zum Starkstromelektriker, die er 1963 beendete. Im selben Jahr begann er ein Studium an der Werkkunstschule Kassel (heute Kunsthochschule Kassel) im Fach Industrial Design, nach dessen Abschluss im Jahr 1967 er eine Anstellung als Industrial Designer im Institut für Warenprüfung in Fellbach antrat.
1969 nahm er an der Hochschule für bildende Künste Hamburg ein zweites Studium in den Fächern Freie Kunst und Industrial Design auf. Nach seinem Abschluss 1971 erhielt Pohl einen Lehrauftrag an der Hamburger Kunsthochschule und wechselte im Jahr 1972 als Dozent für Designtheorie an die Hochschule für Bildende Künste Braunschweig. Bereits ein Jahr später kehrte er nach Hamburg zurück und wurde 1973 Assistent von Carl Achim Czemper im Fach Industrial Design. Im Zeitraum von 1981 bis 1994 erhielt Pohl zusätzliche Lehraufträge von der Hochschule der Künste Berlin (heute Universität der Künste Berlin). Von 1984 bis zu seinem Ruhestand 2008 war er Lehrer für besondere Aufgaben an der Hamburger Kunsthochschule. Pohl lebt und arbeitet weiterhin in Hamburg.

## Künstlerisches Wirken

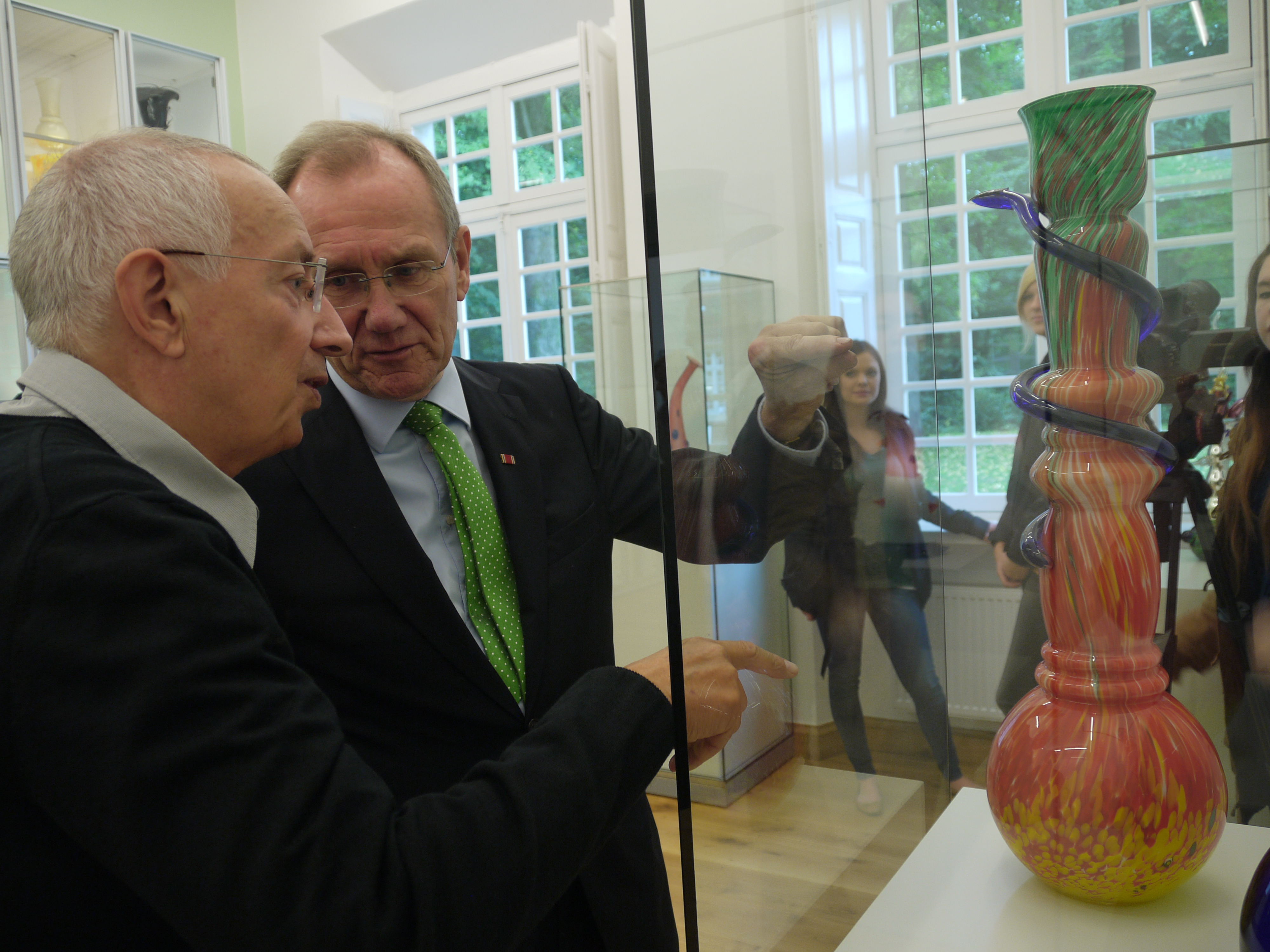
Wolfgang Pohl mit Hermann Bröring, Ausstellungseröffnung Emslandmuseum Schloss Clemenswerth

Pohl bewegt sich unabhängig in den Bereichen Freie Kunst, Gestaltung, Kulturphilosophie, Lyrik und Kunstdidaktik. Dabei lässt er sich u. a. von der Kunstgeschichte, insbesondere dem Zeitalter des Barocks, inspirieren. Aber auch andere Richtungen, wie Jugendstil und Popart beeinflussen seine Werke. Er verfolgt die Idee eines Gesamtkunstwerkes, in dem verschiedene Themen, Materialien und Techniken sowie Ausdrucksformen in Verbindung mit der Gartenkunst zum Tragen kommen.

### Glaskunst
Pohl wurde 1980 durch Borek Sipek auf die vielfältigen Möglichkeiten der Glaskunst aufmerksam gemacht. Dieser schlug vor, einen Entwurf von Pohl mit in eine Glashütte zu nehmen und dort umsetzen zu lassen. Das erste so entstandene Glasobjekt war ein Wasserglas. Pohl fand Gefallen an dem Material Glas und seinen Eigenschaften. Während seiner Lehrtätigkeit führte Pohl mit seinen Studenten diverse Projekte mit Glas durch, wofür er häufig eine Glashütte in Ajeto (Tschechien) nutzte. 1995 schloss Pohl sich mit Studenten zu der Künstlergruppe „Pepita fun Sloup“ zusammen. Sie stellten u. a. in der Galerie L in Hamburg Glaskunstwerke und Entwürfe aus.
Pohl ist gemeinsam mit Boris Petrovsky Gründungsmitglied der „Golden Garden Art Group“, welche sich zum Ziel gesetzt hatte künstlerisches Glas in manufaktureller Weise produzieren zu lassen und auf dem Markt zu etablieren und die Herstellungstechniken des Glasbläserhandwerks, die vom Verschwinden bedroht sind, mit seinen Glaskunstwerken zu demonstrieren.
Pohl entwarf unter anderem Auftragsarbeiten für bekannte Firmen wie Anta Leuchten (Hamburg), mercantile home accessoires (München), Nason und Muretti (Murano) und das Rosenthal Studiohaus in Hamburg.

### Golden Garden Park
Der „Golden Garden Park“ ist eine, noch nicht realisierte, als Gesamtkunstwerk konzipierte Parkanlage auf einer Fläche von etwa drei Hektar mit offenen Rasenflächen, Baumgruppen, diversen Pavillons, Teichanlagen und anderen gestalterischen Elementen wie Skulpturen.  Gedacht ist der Park als Verschmelzung von Architektur, Bildhauerei, Malerei, Kunstgewerbe und Gartenkunst. Einen umfassenden Eindruck hiervon vermittelt die dazugehörige Ausstellung im Emslandmuseum Schloss Clemenswerth.

### Dauerausstellung im Emslandmuseum Schloss Clemenswerth

Ausstellungsraum im Emslandmuseum Schloss Clemenswerth

Im Jahr 2002 lernte Pohl den damaligen Leiter der Kunststätte Bossard, Oliver Fok, kennen. Aus dieser Begegnung entwickelten sich verschiedene gemeinsame Projekte. So stellte Oliver Fok 2003 Werke von Pohl und Boris Petrovsky in der Gemeinschaftsausstellung „Flora Flash“ aus.
Pohl bot an der Kunsthochschule ein Seminar an, in dem Kunststudenten Objekte für einen Parcours der Sinne für die Kunststätte Bossard entwerfen sollten. Und 2005 beteiligte sich Pohl an einem von Oliver Fok und Rainer Schomann organisierten Symposium zum Thema „Künstlergärten und denkmalpflegerischer Umgang“. Auch nachdem Oliver Fok die Stelle des Direktors des Emslandmuseums Schloss Clemenswerth angetreten hatte, brach der Kontakt nicht ab. So präsentierte Pohl 2009 im Rahmen der Sonderausstellungsreihe ForumFormClemenswerth Glasobjekte sowie Entwürfe, Zeichnungen und Modelle seines Gesamtkunstwerkes „Golden Garden Park“.
Pohl übergab 2013 über 200 Glaswerke für den „Golden Garden Park“ als Schenkung an das Emslandmuseum Schloss Clemenswerth. Dieses widmet dem Künstler im Pavillon Coellen eine Dauerausstellung mit drei Ausstellungsräumen. Sie beinhalten neben Glaskunstwerken und Zeichnungen des Gesamtkunstwerks „Golden Garden Park“ auch Filmsequenzen, die die Entstehung der zeichnerischen Entwürfe sowie deren Umsetzung in einer Glashütte verdeutlichen.

## Auszeichnungen (Auswahl)
- 1974: Preisträger der Ausschreibung „Produkt und Umwelt“ des Internationalen Designzentrums Berlin
- 1979: 1. Preis der Ausschreibung zum Thema „Licht“ der Firma Philips
- 2005: 1. Preis für den Entwurf eines Pokals für den Kunstpreis des Landkreises Harburg[12]

## Ausstellungen (Auswahl)
- 1987: 19. Biennale von São Paulo, Brasilien, Gast in der Abteilung Arte e Design[13]
- 1988: Einzelausstellung „Für eine schöne Stadt“, Galerie z. B. Frankfurt
- 1994: „Glasgarten“, Galerie Kontraste, Hamburg
- 1996: „Pepita fun Sloup“, Galerie L, Hamburg
- 1996: „Avantgardeglas – die neue Generation“, Glasmuseum Immenhausen
- 1996: „Natur in Glas“, Rosenthal Studiohaus, Galerie, Hamburg
- 1997: „Pepita fun Sloup“, Galerie L, Hamburg
- 1998: „Pepita fun Sloup“, Galerie U Mozart, Prag, Tschechien
- 1999: „Sommerglas“, Galerie in der Handwerksform, Hamburg
- 2001: „Glizzerglimmer“, Glasmuseum Immenhausen
- 2002: „Reality Check 2002. Die Reise geht weiter“, Golden Garden Art Group, Objekte von 1997–2002, Glasmuseum Immenhausen
- 2003: „Verschmolzen“, Glasobjekte, Golden Garden Art Group, Dell Arte, Schloss Hohnhardt
- 2003: „Flora Flash“, Glasobjekte für draußen, Golden Garden Art Group, Kunststätte Bossard, Jesteburg[14]
- 2005: „Edition HfbK“ bemaltes Glas, Jahresmesse, Museum für Kunst und Gewerbe, Hamburg
- 2007: „Hyperpopfritten“, Zeichnungen, Holztongalerie, Konstanz[15]
- 2008: „Suburbanbus“, Zeichnungen und Bilder, Galerie der Hochschule für Bildende Künste Hamburg
- 2009: Wolfgang Pohl – Hang zum Gesamtkunstwerk, Emslandmuseum Schloss Clemenswerth, Sögel[16]
- 2023: "Nie wissen, wohin die Ideen treiben", Bilder der 1980er – 1990er Jahre auf Print, Emslandmuseum Schloss Clemenswerth